# Atlético Mineiro 11–0 Caiçara
Atlético-MG 11–0 Caiçara foi uma partida oficial realizada em função da primeira fase da Copa do Brasil de 1991. Esta foi a maior goleada da história da Copa do Brasil.
Este foi o segundo jogo entre as duas equipes em toda a história. O primeiro foi, justamente, o jogo de ida da primeira fase, no qual o Atlético derrotou o Caiçara por 1–0, no Estádio Albertão em Teresina, com gol de Gérson. Com o marcador mínimo, o Atlético foi forçado a realizar a partida de volta em seus domínios, que culminou no histórico 11–0, tendo Gérson feito cinco tentos (manita). No agregado, 12–0. O time mineiro foi desclassificado na fase seguinte (oitavas) para o futuro campeão Criciúma, com duas derrotas de 1 a 0. Os seis gols de Gérson sobre a equipe piauiense lhe renderam a artilharia da edição.

## Jogo
| 28 de fevereiro | Atlético Mineiro                                                                                                 | 11 – 0    | Caiçara | Independência, Belo Horizonte                     |
| 21:00           | Gérson 8' (pen.), 22', 53' (pen.), 59', 68' · Marquinhos 10', 67', 89' · Edu Zanelo 41', 73' · Sérgio Araújo 75' | Relatório |         | Público: 15 000 Árbitro: Antônio Pereira da Silva |

| Atlético | Caiçara |

|                |    |               |  |                 |
|                |    |               |  |                 |
| GR             | 12 | Carlos        |  |                 |
| LD             | 6  | Paulo Roberto |  |                 |
| ZA             | 4  | Cléber        |  |                 |
| ZA             | 3  | Paulo Sérgio  |  |                 |
| LE             | 2  | Alfinete      |  |                 |
| VO             | 5  | Amauri        |  |                 |
| VO             | 8  | Marquinhos    |  |                 |
| AD             | 7  | Éder Lopes    |  | Substituído     |
| MC             | 9  | Gérson        |  | Substituído     |
| AE             | 11 | Edu Zanelo    |  |                 |
| AT             | 10 | Sérgio Araújo |  |                 |
| Substituições: |    |               |  |                 |
| A              | 16 | Joélton       |  | Entrou em campo |
| LD             | 17 | Mattos        |  | Entrou em campo |
| Treinador:     |    |               |  |                 |
| Jair Pereira   |    |               |  |                 |

|                             |    |                |  |                 |
|                             |    |                |  |                 |
| GR                          | 1  | Dalmir         |  |                 |
| LD                          | 2  | Gilvan         |  |                 |
| ZA                          | 3  | Chicão         |  |                 |
| ZA                          | 4  | Neto           |  | Substituído     |
| LE                          | 6  | Chico          |  |                 |
| MC                          | 5  | Macedo         |  |                 |
| MC                          | 8  | Chiquinho      |  |                 |
| AD                          | 10 | Antonio Carlos |  |                 |
| MA                          | 7  | Zé Henrique    |  |                 |
| AT                          | 9  | Edvaldo        |  |                 |
| AT                          | 11 | Marques        |  | Substituído     |
| Substituições:              |    |                |  |                 |
| A                           | 17 | Paulo César    |  | Entrou em campo |
| D                           | 13 | Cordeiro       |  | Entrou em campo |
| Treinador:                  |    |                |  |                 |
| Francisco Lopes de Oliveira |    |                |  |                 |

Homem do Jogo:
Gérson (Atlético)